# Aramits
Aramits település Franciaországban, Pyrénées-Atlantiques megyében. Lakosainak száma 658 fő (2022. január 1.). Aramits Ance Féas, Arette, Asasp-Arros, Barcus, Esquiule, Issor, Lanne-en-Barétous és Ance községekkel határos.

## Népesség
A település népességének változása:
| Lakosok száma | 676  | 674  | 690  | 669  | 666  | 665  | 662  | 659  | 658  |
|               | 2013 | 2015 | 2016 | 2017 | 2018 | 2019 | 2020 | 2021 | 2022 |